# Klaus Brantzen

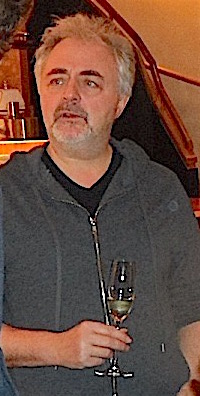
Klaus Brantzen

Klaus Brantzen (* 26. März 1958 in Mainz) ist ein deutscher Schauspieler, Sänger (Bariton), Musiker und Kabarettist.

## Leben
Das Abitur legte Klaus Brantzen am Willigis-Gymnasium in Mainz ab und studierte anschließend Musik und Schauspiel in Mainz, Wiesbaden und Darmstadt.
Nach einem vierjährigen Engagement an den Vereinigten Städtischen Bühnen Krefeld und Mönchengladbach ist er seit 1993 freiberuflich tätig. Der Schauspieler und Bariton wurde in vielen Operetten- und Musicalrollen besetzt, unter anderen von der Regisseurin Andrea Schwalbach an der Staatsoper Unter den Linden und am Theater der Stadt Bonn, von Peter Lund an der Neuköllner Oper in Berlin, von Dirk Böhling am Musical Theater Bremen, von Julia Heymann am Staatstheater Kassel und von Helga Wolf bei den Burgfestspiele Jagsthausen und den Thunerseespielen in der Schweiz.
Klaus Brantzen beherrscht eine Vielzahl von Instrumenten, die er in seinen literarisch-musikalischen Kabarettprogrammen zum Einsatz bringt: Violoncello, Harfe, Gitarre, Flöten, Akkordeon, Mundharmonika, Singende Säge, Hackbrett, Indisches Harmonium, Löffel und weitere.
Er tritt mit Soloprogrammen, aber auch regelmäßig mit den Ensembles Stimmritze & So (zusammen mit dem Tenor und Musiker Alexander Spemann), Apitz & Brantzen (mit dem Maler und Zeichner Michael Apitz), German Geordies (mit dem Sänger und Musiker Werner Schüssler), den Four Reasons (Sandra Mai, Marianne Steinmetz, Werner Schüssler und Klaus Brantzen) und zusammen mit Ulrike Neradt und Jürgen Streck auf.
Klaus Brantzen ist verheiratet, hat eine Tochter (* 1997), einen Sohn (* 1999) und lebt in Wiesbaden.

## Rollen und Engagements (Auswahl)
- Sancho Pansa in Der Mann von La Mancha, Burgfestspiele Jagsthausen
- Alfred P. Doolittle in My Fair Lady, Admiralspalast Berlin, Deutsches Theater München und am Theater Heidelberg[2]
- Herodes in Jesus Christ Superstar, Thunerseespiele
- Isidor Straus in Titanic – Das Musical, Thunerseespiele[3]
- Georges in La Cage aux Folles, Musical Theater Bremen
- Mr. Mushnik in Der kleine Horrorladen, Staatstheater Kassel
- Prof. Hinzelmann in Im weißen Rößl, Theater der Stadt Bonn
- Kanako Hilo, Elvis in Die Blume von Hawaii, Staatsoper Unter den Linden
- Fee Aurora in Cinderella passt was nicht, Neuköllner Oper Berlin und Renaissancetheater Wien
- Herr Schultz in Cabaret, Musiktheater im Revier in Gelsenkirchen[4]
- Der alte Harry in Die Comedian Harmonists Teil II, Theater Hagen[5]
- Puck in A Midsummer Night’s Dream, Musiktheater im Revier in Gelsenkirchen[6]
- Studienrat Dr. Clarsen in Heidi, MuseumsQuartier, Wien